# Andy Coan
Andy Coan (* 4. März 1958 in Fort Lauderdale, Florida; † 20. März 2017 in Boca Raton, Florida) war ein Schwimmer aus den Vereinigten Staaten, der 1975 drei Goldmedaillen bei den Weltmeisterschaften gewann.

## Karriere
Im September 1974 beim Länderkampf der Vereinigten Staaten gegen die DDR stellte die 4-mal-100-Meter-Staffel mit Joseph Bottom, James Montgomery, Andy Coan und Charles Hickcox in 3:25,17 Minuten einen neuen Weltrekord auf und verbesserte den Rekord aus dem Olympiafinale 1972.
1975 bei den Weltmeisterschaften in Cali verbesserten Bruce Furniss, James Montgomery, Andy Coan und John Murphy diesen Rekord auf 3:24,85 Minuten und gewannen den Titel vor den Staffeln aus der Bundesrepublik Deutschland (BRD) und aus Italien. Über 100 Meter Freistil siegte Coan in 51,25 Sekunden vor Wladimir Bure aus der Sowjetunion und James Montgomery. Coan blieb dabei 0,13 Sekunden über dem Weltrekord von James Montgomery. Seine dritte Goldmedaille in Cali gewann Coan als Schlussschwimmer der Lagenstaffel. John Murphy, Rick Colella, Greg Jagenburg und Andy Coan siegten mit fast drei Sekunden Vorsprung vor der Staffel aus der BRD, die Briten erkämpften die Bronzemedaille. Eine Woche nach den Weltmeisterschaften verbesserte Coan den Weltrekord von Montgomery um eine Hundertstelsekunde auf 51,11 Sekunden.
1975 war Coan Schüler der Pine Crest School. Er besuchte danach die University of Tennessee in Knoxville. Während seines Studiums gewann Coan sieben Meistertitel der National Collegiate Athletic Association. Während seiner Studienzeit nahm Coan auch an der Universiade 1977 in Sofia teil. Dort belegte er über 100 Meter Freistil den zweiten Platz hinter seinem Landsmann John Ebuna. Beide schwammen in der siegreichen 4-mal-100-Meter-Freistilstaffel. 
Nach seiner Graduierung 1980 arbeitete Coan im Handel, er spezialisierte sich später auf den Handel mit Zahnimplantaten. Im September 2014 wurde bei Coan das Guillain-Barré-Syndrom diagnostiziert. Im Alter von 59 Jahren starb er an Leberkrebs.